# Paragryllus rex
Paragryllus rex är en insektsart som beskrevs av Henri Saussure 1874. Paragryllus rex ingår i släktet Paragryllus och familjen syrsor. Inga underarter finns listade i Catalogue of Life.